# Cratere Frost
Frost è un cratere lunare di 78,3 km situato nella parte nord-orientale della faccia nascosta della Luna, confinante con il bordo meridionale del cratere Landau. Poco ad est si trova il cratere Petropavlovskiy e, a nordest lungo il bordo di Landau, si trova il cratere Razumov. Il cratere Douglass è posizionato a meno di un diametro del cratere a ovest-sudovest.
Il bordo esterno di Frost è eroso, ma sul lato nordest non è completamente ricoperto dai crateri minori. Le pareti interne sono ripide e massicce lungo il lato settentrionale, dopo sono rinforzate anche dal bordo di Landau. La parte nord del fondale è occupata da due crateri più piccoli; il maggiore dei due è proprio a ridosso della parete nordovest. La parte meridionale del fondale è invece relativamente livellata e priva di formazioni.
Il cratere è dedicato all'astronomo americano Edwin Brant Frost.

## Crateri correlati
Alcuni crateri minori situati in prossimità di Frost sono convenzionalmente identificati, sulle mappe lunari, attraverso una lettera associata al nome.
| Frost | Coordinate             | Diametro (in km) |
| ----- | ---------------------- | ---------------- |
| N     | 34°43′12″N 119°33′36″W | 45,27            |